# Vanquever Frett
Vanquever Frett (ur. 11 listopada 1983) – zawodnik z Brytyjskich Wysp Dziewiczych, piłkarz grający na pozycji obrońca, reprezentant Brytyjskich Wysp Dziewiczych, grający w reprezentacji w 2011 roku.

## Kariera reprezentacyjna
Frett rozegrał w reprezentacji dwa oficjalne spotkania podczas eliminacji do MŚ 2014. W pierwszym spotkaniu, jego ekipa na wyjeździe podejmowała Wyspy Dziewicze Stanów Zjednoczonych. Ci drudzy wygrali 2-0. Fretta w 68. minucie zmienił Gregory James. W drugim meczu, w którym wystąpił, Brytyjskie Wyspy Dziewicze znów podejmowały Wyspy Dziewicze Stanów Zjednoczonych. Mecz zakończył się wynikiem 2-1 dla Wysp Dziewiczych USA.

## Mecze w reprezentacji
| Lp. | Data          | Miejsce          | Sędzia główny    | Gospodarz                            | vs | Gość                                 | Wynik | Uwagi          |
| --- | ------------- | ---------------- | ---------------- | ------------------------------------ | -- | ------------------------------------ | ----- | -------------- |
| 1.  | 3 lipca 2011  | Charlotte Amalie | Mauricio Navarro | Wyspy Dziewicze Stanów Zjednoczonych | –  | Brytyjskie Wyspy Dziewicze           | 2:0   | el. do MŚ 2014 |
| 2.  | 10 lipca 2011 | Road Town        | Kevin Morrison   | Brytyjskie Wyspy Dziewicze           | –  | Wyspy Dziewicze Stanów Zjednoczonych | 1:2   | el. do MŚ 2014 |